# Albert Caillet
Pour les articles homonymes, voir Caillet.
Albert Caillet, né le 4 décembre 1901 et mort le 13 août 1925,, est un footballeur français évoluant au poste d'intérieur droit.
Caillet connaît les honneurs de la sélection française, une fois, le 2 avril 1923 contre les Pays-Bas. Il gagne la Coupe de France en 1925 avec le CASG Paris.
Caillet se suicide trois mois après la victoire en Coupe de France, à la suite de la mort de sa fiancée.